# Corinna bristoweana
Corinna bristoweana är en spindelart som beskrevs av Cândido Firmino de Mello-Leitão 1926. 
Corinna bristoweana ingår i släktet Corinna och familjen flinkspindlar. Inga underarter finns listade i Catalogue of Life.